# Лорд Бернерс
Ло́рд Бе́рнерс, справжнє ім'я Дже́ральд Ві́лсон (англ. Gerald Wilson; нар. 18 вересня 1883, Шропшир — пом. 19 квітня 1950, Беркшир) — англійський композитор, художник, письменник першої половини XX століття.

## Біографія
Бернерс народився в Шропширі, в 1883 році. Його батько, морський офіцер, бував нечасто вдома, тому маленький Бернерс виховувався матір'ю і бабусею, які були дуже релігійними. Його мати проігнорувала схильність сина до творчості, зокрема музики, і вирішила, що син повинен стати таким же як і його батько — мужнім і сильним.
Пізніше Бернерс був відправлений навчатися у школу-інтернат. Наснага до творчості не полишала й тут Бернерса.
Спочатку він оволодіває художньою майстерністю, а пізніше письменством. Його твори з'являються в багатьох провідних виданнях. Особисте життя відзначається гомосексуальним потягом до друзів. Він змінює коханців, але так і не знаходить душевного спокою.
Бернерс був відомий своєю ексцентричністю. Як художник, він завжди використовував у своєму будинку яскраві кольори. Як любитель домашніх тварин, заводив вдома незвичайних тварин. Одного разу він навіть придбав жирафа як домашню тварину.
Бернерс до самої смерті перебував у депресії. Найчастіше напади траплялися під час його перебування у Римі від 1939 до 1945 року.
У 1950 році Лорд Бернерс помер, заповівши усе своє майно своєму товаришу Роберту Хіберу Персі, який дожив у маєтку Лорда аж до своєї смерті у 1987 році.

## Творчість

### Опера
- Le Carrosse du Saint-Sacrament (1923)

### Балет
- The Triumph of Neptune (1926)
- Luna Park (1930)
- The Wedding Bouquet (1936)
- Cupid and Psyche (1938)
- Les Sirènes (1946)

### Фільми (музика)
- The Halfway House (1944)
- Champagne Charlie (1945)
- Nicholas Nickleby (1947)